# Schmidt József (malommérnök)
Schmidt József (Budapest, 1874. március 20. –  Budapest, 1934. augusztus 4.) malommérnök, közgazdász; malomtulajdonos, a rendszeres molnárképzés bevezetésének, valamint egy malomipari múzeum és könyvtár létesítésének kezdeményezője, a Magyar Molnár Céh megalapítója.

## Életpályája
Édesapja Schmidt József, az 1869-ben alapított Schmidt és Császár gőzmalom tulajdonosa volt. Külföldön járt tanulmányúton, majd miután malomtechnikusi képesítéssel 21 évesen hazatért, átvette a Schmidt és Császár gőzmalom műszaki igazgatását. 1902-ben a rendszeres molnárképzés elindítását munkálkodott, megszervezte a malomipari szaktanfolyamokat, saját maga is tartott előadásokat. Oktatta a rozsőrlés és -hántolást, valamint és dolgozott is annak tökéletesítésén, emellett a malomipar múltját is tanulmányozta, eszközeit pedig gyűjtötte. Gyűjteményének darabjai a Nemzeti Múzeumba kerültek. 1923-ban önálló malomipari múzeum létesítését szorgalmazta, Magyarországon elsőként. 1927-ben szerezte meg doktori oklevelét. 1932-ben megalapította a Magyar Molnár Céhet, melyek első elnöke is volt.  

## Főbb művei
- A malmászat mellékágai. (Bp., 1898.)
- A malomipar műszaki kézikönyve. (Bp., 1909.)